# Frédéric Johansen
Frédéric Johansen est un footballeur français né le 12 octobre 1972 à Colmar et mort le 19 décembre 1992 à Hirtzfelden.

## Biographie
Disparu dans un accident de la route à seulement 20 ans, ce jeune milieu de terrain joue à Colmar puis au FC Mulhouse. Il est sélectionné en équipe de France espoirs par Marc Bourrier. Il est alors considéré comme l'un des grands espoirs du football français et est élu meilleur joueur de seconde division en 1992 par le magazine France Football.  
Frédéric Johansen était l'un des amis de Marc Keller, et venait de décider de le rejoindre à Strasbourg. Il est par ailleurs le frère de Pascal Johansen, ancien joueur du Racing Club de Strasbourg.
Une tribune du stade de l'Ill, à Mulhouse, porte son nom. L'inauguration a lieu lors d'un match de l'équipe de France espoirs contre Israël le 12 octobre 1993.